# Skihist Provincial Park

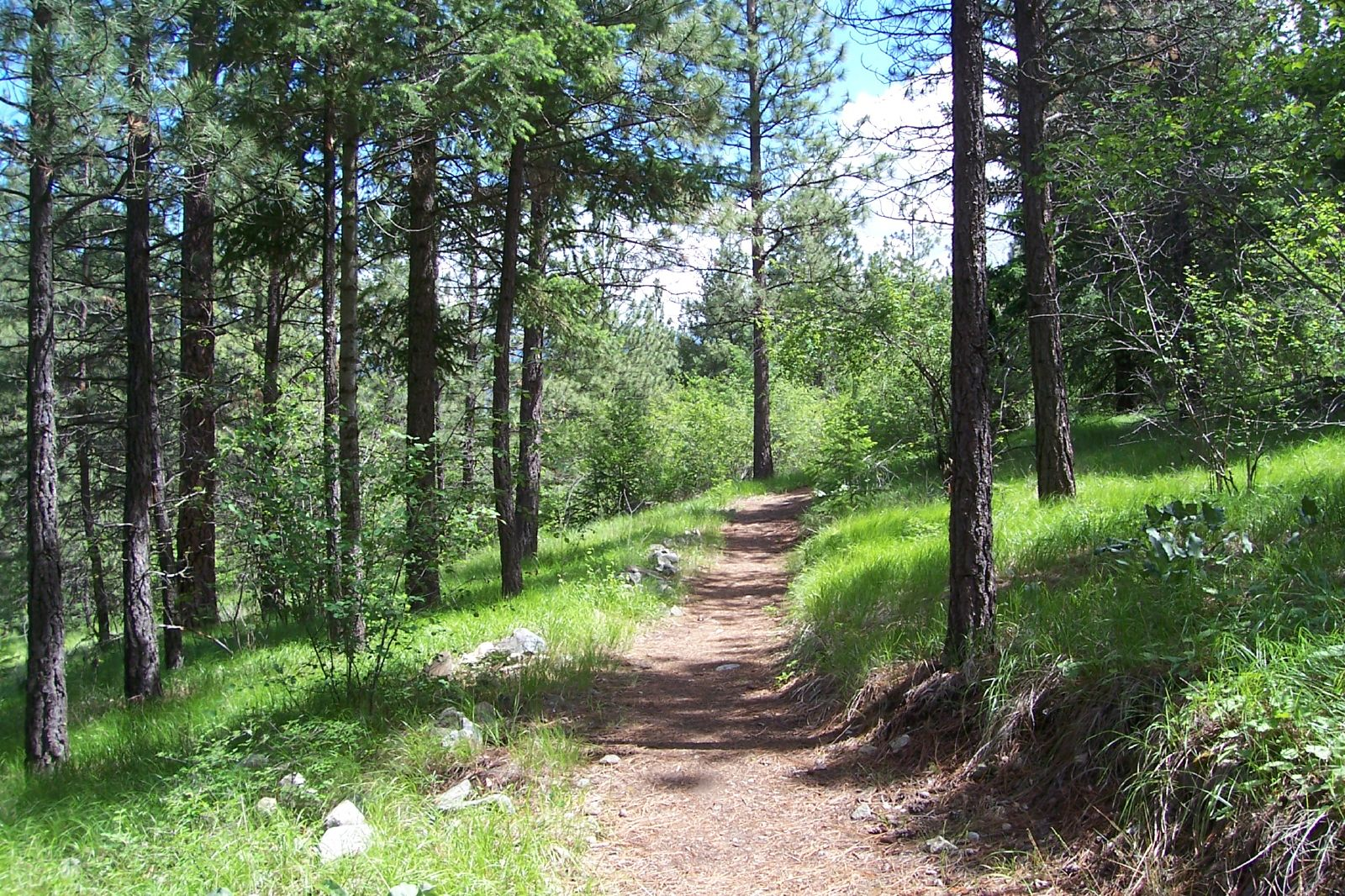
Wanderweg im Skihist Provincial Park

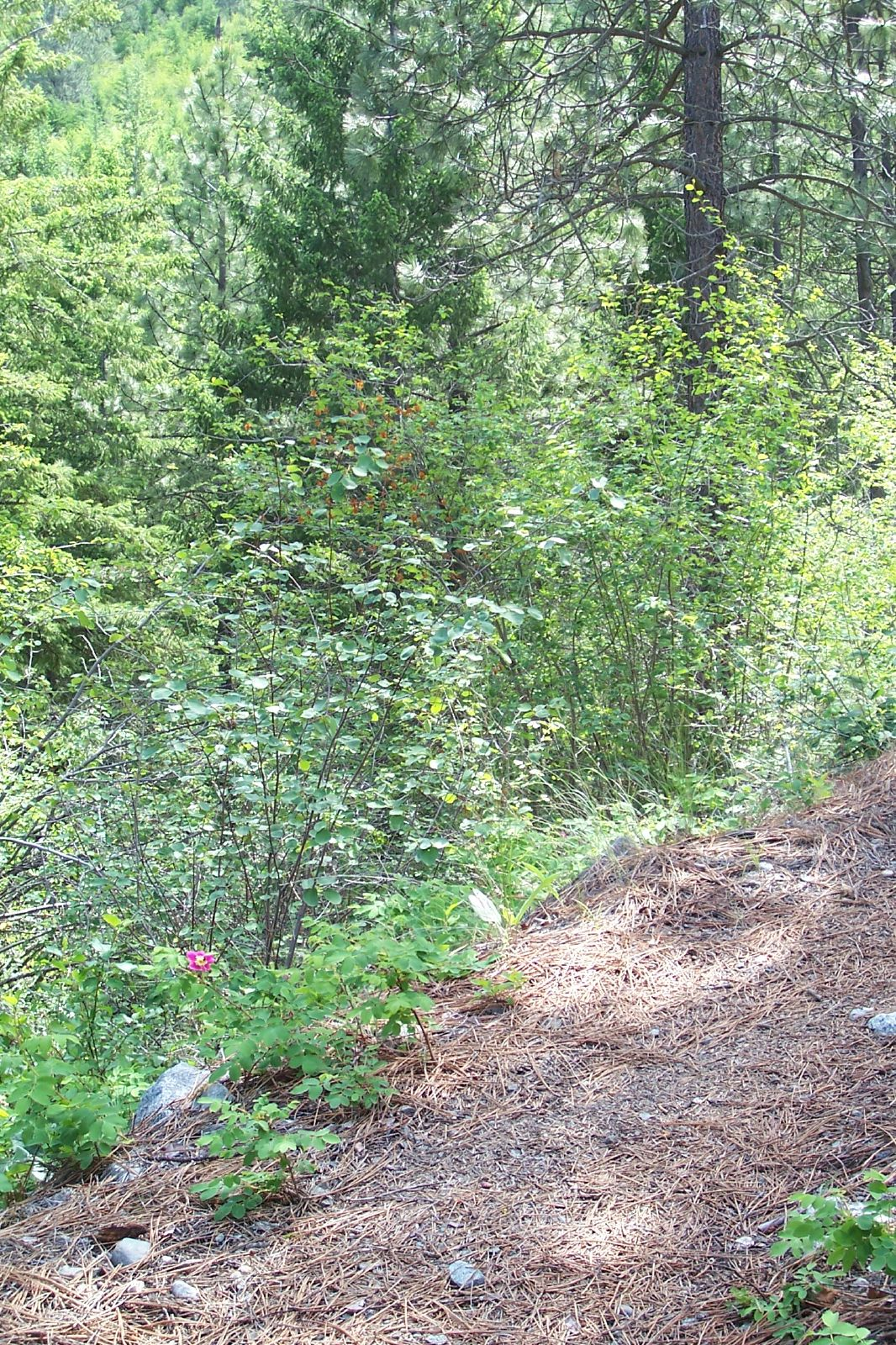

Der Skihist Provincial Park (teilweise auch nur Skihist Park) ist ein Provincial Park im Südwesten der kanadischen Provinz British Columbia. Der 386 Hektar große Park liegt acht Kilometer östlich von Lytton am Trans-Canada-Highway im Thompson-Nicola Regional District.
Benannt ist der Park nach dem 2968 m hohen Skihist Mountain, obwohl dieser nicht im Park, sondern westlich des Fraser River in etwa 30 Kilometer Entfernung liegt.

## Anlage
Der Park liegt fast am Südufer im engen Flusstal des Thompson River, der sich hier tief in die Landschaft eingeschnitten hat. An beiden Flussufern verläuft eine Eisenbahnstrecke, am südlichen Ufer führt auch der Trans-Canada-Highway entlang, der dann den Park auch in einen kleinen Picknickbereich am Flussufer sowie den am Hang gelegenen Teil mit dem Campingbereich teilt. Nach Süden steigt der Park dann von 250 m Höhe unweit des Flusses immer weiter an, um im südlichsten Bereich mit etwas über 1600 m Höhe seinen höchsten Punkt zu erreichen.
Bei dem Provinzpark handelt es sich um ein Schutzgebiet der IUCN-Kategorie II (Nationalpark).

## Geschichte
Im Park befindet sich ein Abschnitt der zwischen 1862 und 1865 erbauten Cariboo Road (auch Cariboo Wagon Road oder Great North Road genannt, welcher heute der Highway 97 folgt), die von Yale zu den Goldminen in den Cariboo Mountains führte.
Der Park wurde am 16. März 1956 als 33 Hektar großer Campingplatz für Reisende am Trans-Canada-Highway gegründet. Da dieser Highway-Abschnitt durch den in den 1980er Jahren gebauten Coquihalla Highway an Bedeutung verlor und der Campingplatz selbst nicht mehr modernen Standards entsprach, wurden der Campingplatz modernisiert und die Fläche des Parks am 19. Mai 2010 auf 386 Hektar vergrößert. Dadurch soll der Park für Campingurlauber, die Rafting auf dem Thompson River betreiben, angeln oder andere Freizeitaktivitäten ausüben wollen, attraktiver werden.
Wie jedoch bei fast allen Provinzparks in British Columbia gilt auch für diesen, dass die Gegend, lange bevor sie von europäischen Einwanderern besiedelt oder sie Teil eines Parks wurde, in diesem Fall Jagd- und Siedlungsgebiet verschiedener Gruppen der First Nations, hier Gruppen der nördlichen Binnen-Salish, war.

## Flora und Fauna
Der Park liegt im trockenen, warmen und niederschlagsarmen Inneren British Columbias.
Mit dem Biogeoclimatic Ecological Classification (BEC) Zoning System wird das Ökosystem von British Columbia in verschiedene biogeoklimatische Zonen eingeteilt. Biogeoklimatische Zonen zeichnen sich durch ein grundsätzlich identisches oder sehr ähnliches Klima sowie gleiche oder sehr ähnliche biologische und geologische Voraussetzungen aus. Daraus resultiert in den jeweiligen Zonen dann grundsätzlich auch ein sehr ähnlicher Bestand an Pflanzen und Tieren. Innerhalb dieser Systematik wird der Park drei verschiedenen Zonen, der Ponderosa Pine Zone, der Interior Douglas-fir Zone und der Montane Spruce Zone, zugeordnet.
Der Park ist großteils mit Gelb-Kiefern bewaldet. In der Region lebt eine Herde von Wapitis, außerdem kommen in den Bergen Dickhornschafe und Waldmurmeltier sowie Rotluchse und Schwarzbären vor. Auf Grund des warmen und trockenen Klimas leben im Park auch Klapperschlangen, Gophernattern und Schwarznattern. Weiterhin ist der Park ein ausgezeichneter Platz zur Vogelbeobachtung, laut Parkverwaltung kommen 29 Vogelarten im Parkgebiet vor.

## Aktivitäten
Der Zeltplatz hat 58 Stellplätze für Wohnmobile und Zelte und verfügt über eine einfache Sanitäranlage. Vom Zeltplatz aus starten zwei Wanderwege mit insgesamt acht Kilometer Länge, von denen einer zu einem Aussichtspunkt führt, während der andere ein Rundweg ist.